# Estadio San Pablo
El estadio municipal San Pablo es el actual campo del Écija Balompié. Tiene una capacidad para 3500 personas, todas ellas sentadas. Se ubica en la calle José Herrainz, antiguo presidente del club y con el que se ha conseguido su mayor logro, el ascenso a Segunda División. Desde esta entrada se accede a la tribuna del campo, vestuarios, así como a las distintas oficinas. Cuenta también con una entrada por la Avenida de Andalucía, accediéndose desde la misma a ambos fondos y la grada de general.
El campo ha sufrido varias remodelaciones en los últimos años. Con motivo del ascenso a la Segunda División se pusieron gradas supletorias en la tribuna de general, ampliando el número de personas en unas 1000, que se quitaron cuando el equipo volvió a la Segunda División B. También con motivo del partido de la Copa del Rey de la temporada 2006-07 frente al Real Madrid se pusieron gradas supletorias en ambos fondos, así como en general, llegando el estadio a 10 000 personas. Con motivo del partido contra la SD Huesca, en el que se decidía el ascenso a la Segunda División se quitaron los asientos de la grada de general, alcanzando las 6000 personas.
- Datos: Q4132382